# Sangoné Sarr
Pape Sangoné Sarr (Dakar, 7 luglio 1992) è un calciatore senegalese, centrocampista svincolato.

## Carriera
Ha esordito il 18 aprile 2015 in occasione del match perso 2-1 contro il San Gallo.

## Statistiche

### Presenze e reti nei club
Statistiche aggiornate al 22 febbraio 2017.
| Stagione        | Squadra         | Campionato      | Campionato | Campionato | Coppe nazionali | Coppe nazionali | Coppe nazionali | Coppe continentali | Coppe continentali | Coppe continentali | Altre coppe | Altre coppe | Altre coppe | Totale | Totale | Totale |
| Stagione        | Squadra         | Comp            | Pres       | Reti       | Comp            | Pres            | Reti            | Comp               | Pres               | Reti               | Comp        | Pres        | Reti        | Pres   | Reti   |        |
| --------------- | --------------- | --------------- | ---------- | ---------- | --------------- | --------------- | --------------- | ------------------ | ------------------ | ------------------ | ----------- | ----------- | ----------- | ------ | ------ | ------ |
| 2014-2015       | Zurigo          | ASL             | 3          | 0          | CS              | 0               | 0               |                    | -                  | -                  |             | -           | -           | 3      | 0      |        |
| 2015-2016       | Zurigo          | ASL             | 13         | 0          | CS              | 1               | 1               | UEL                | 1                  | 0                  |             | -           | -           | 15     | 0      |        |
| 2016-2017       | Zurigo          | ChL             | 19         | 3          | CS              | 1               | 0               | UEL                | 6                  | 0                  |             | -           | -           | 26     | 3      |        |
| 2017-2018       | Zurigo          | ASL             | 18         | 0          | CS              | 2               | 0               |                    | -                  | -                  |             | -           | -           | 20     | 0      |        |
| Totale carriera | Totale carriera | Totale carriera | 53         | 3          |                 | 4               | 1               |                    | 7                  | 0                  |             | -           | -           | 64     | 4      |        |

## Palmarès

### Club

#### Competizioni nazionali
- Coppa Svizzera: 1

Zurigo: 2017-2018